# Emil Rudolf Weiß
Pour les articles homonymes, voir Weiß.
Emil Rudolf Weiß (également Weiss, né le 12 octobre 1875 à Lahr, grand-duché de Bade et mort le 7 novembre 1942 à Meersburg) est un typographe, médailleur, graphiste, peintre, professeur et poète allemand.

## Biographie
Weiß grandit à Vieux-Brisach et à Baden-Baden. De 1893 à 1896, il étudie à l'Académie grand-ducale de Bade à Karlsruhe sous la direction de Robert Poetzelberger, crée ses premiers livres d'art en 1895 et publie son premier volume de poésie. Quatre autres volumes de poésie suivent en 1900. En 1896/97, il étudie en tant qu'invité à l'Académie Julian à Paris. Weiß rencontre Julius Meier-Graefe et Edvard Munch. Avec Félix Vallotton, Weiß conçoit le calendrier Der bunte Vogel. De 1897 à 1903, il poursuit ses études à Karlsruhe et Stuttgart respectivement avec Hans Thoma et Leopold von Kalckreuth et se lie d'amitié avec ses camarades Karl Hofer, Konrad Ferdinand Edmund von Freyhold (de) et Wilhelm Laage. En 1899, il voyage à Paris avec Karl Hofer. En 1902, le soutien du marchand suisse Theodor Reinhart (de) commence et prend fin en 1909. En 1903, il termine ses études et épouse la chanteuse Johanna Schwan.
Weiss est l'un des premiers traducteurs d'Arthur Rimbaud ; En 1910, deux poèmes de Rimbaud qu'il traduit sont publiés dans le Wiener Rundschau (de)

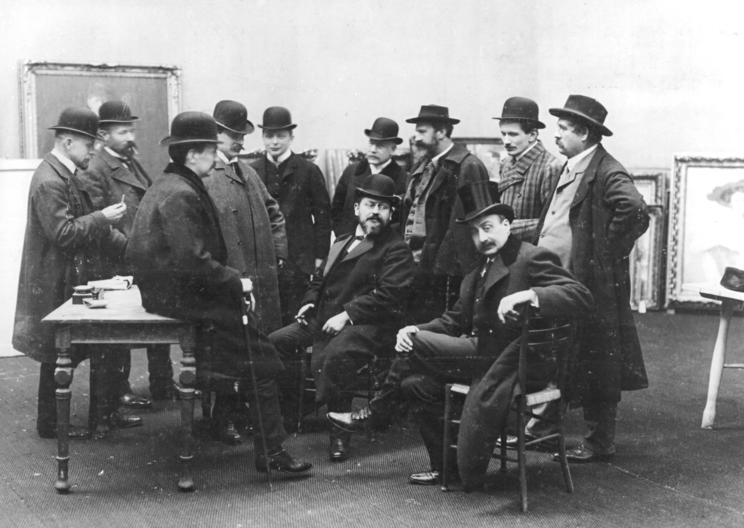
Jury de l'exposition Sécession berlinoise, 1908, avec Emil Rudolf Weiß (debout, deuxième à droite). Également de gauche à droite : Fritz Klimsch, August Gaul, Walter Leistikow, Hans Baluschek, Paul Cassirer, Max Slevogt (assis), George Mosson (debout), Max Kruse (debout), Max Liebermann (assis), Lovis Corinth (debout)

Karl Ernst Osthaus engage Weiß à l'école de peinture du musée Folkwang d'Hagen, qu'il fonde de 1903 à 1906. À Hagen, les activités artistiques de Weiß sont extrêmement diverses. Dès 1902, il a conçu des cartes à collectionner pour le producteur de chocolat de Cologne Ludwig Stollwerck (de). Il est également intensément actif dans la conception de livres, notamment pour les éditeurs S. Fischer et Schaffstein. En 1904, il participe avec un tableau à la première exposition de l'Association des artistes allemands, alors encore organisée par la Sécession de Munich, au Palais royal des expositions d'art de la Königplatz. La même année, paraît le livre pour enfants « Der Buntscheck » de Richard Dehmel, pour lequel il réalise notamment des illustrations. En 1907, Bruno Paul nomme Weiß à l'institut d'enseignement du musée des Arts décoratifs de Berlin. Il est admis à la Sécession berlinoise puis voyage chez Karl Hofer à Rome.
En 1910, il devient professeur à l'École des arts appliqués de Berlin, où il dirige la classe spécialisée en peinture murale décorative et en dessin de motifs jusqu'en 1933. En 1914, il divorce de Johanna Schwan. En 1917, Weiß est enrôlé dans le service militaire, mais est libéré peu de temps après en raison de problèmes cardiaques. La même année, il épouse le sculpteur Renée Sintenis, dont le portrait de Weiß est acquis par le collectionneur d'art Alfred Flechtheim en 1929. En 1922, il est accepté à l'Académie prussienne des arts de Berlin. Pour le 50e anniversaire d'Emil Rudolf Weiß, une vaste publication commémorative est publiée en 1925 au nom de nombreux éditeurs, honorant son travail de conception de livres et de caractères. Il conçoit les faces valeur des pièces de 1, 2, 3 et 5 Reichsmark (de) ainsi que la coupe du centenaire. En 1927, Weiß devient co-fondateur de la Sécession badoise (de). En 1928, il conçoit la famille de polices Weiß-Antiqua pour la fonderie Bauer, qui est encore utilisée aujourd'hui. En 1929, il participe à l'exposition annuelle du DKB à la Maison d'État de Cologne (de) avec trois peintures à l'huile, dont un double acte.
En 1933, les nationaux-socialistes lui retirent le poste d'enseignant. À partir de ce moment-là, il vit exclusivement de ses livres et de son travail artistique et se retire de plus en plus dans sa ville natale de Baden. En tant que membre à part entière de l'Association des artistes allemands, il participe en 1936 à la dernière exposition annuelle à l'Association d'arts de Hambourg, qui est fermée de force par la Chambre des beaux-arts du Reich. En 1937, il est expulsé de l'Académie des Arts.
Après sa mort à Meersburg, Weiß est enterré à sa demande à Bernau-en-Forêt-Noire. La première exposition commémorative a lieu en 1944 à l'Association des Arts de Fribourg (de)

## Polices
Weiß créé notamment les polices suivantes : Weiß-Fraktur (1913), la Weiß-Antiqua (1928), qui appartient à la catégorie Antiqua de la Renaissance française, la Weiß-Gothic (1936) et la Weiß-Rundgotisch (1937).

## Œuvres
- 1899 : Der Bettler[9], Die Bäuerin (Holzschnitte), jew. 21 × 25,6 cm
- 1904 : Apfelteller
- 1919 : Mädchenakt, kauernd, Leinwand, Musée Von-der-Heydt, Wuppertal
- 1928 : Zwei Mädchen
- 1929 : R. Sintenis mit Hund
- Selbstbildnis, Öl auf Leinwand, Salle d'art de Karlsruhe
- Atelierstilleben, Öl auf Leinwand, Musée Städel, Francfort-sur-le-Main